# 佐藤正治 (声優)
佐藤 正治（さとう まさはる、1946年7月1日 - ）は、日本の俳優、声優。青二プロダクション所属。東京都大田区出身。

## 来歴
自らの意思で児童劇団へ入団し、子役として活動していた。学校とも両立させたが、日曜日に遊べないことが嫌だったという。中学、東京都立芝商業高等学校時代は演劇部に所属し、高校1年生のときに主役を務め都大会で5位を獲得。
駒澤大学商学部在学時代も芝居を続けたが、演劇集団を結成するため大学を中退。青山杉作記念俳優養成所を経て、劇団創現へ入団、アルバイトの掛け持ちをしつつ舞台俳優として活動を行った。その後、すでに声優業を始めていた、高校の同窓生で同じ演劇部に所属した神谷明から「もしよかったらやってみない？」と声優の仕事を持ち掛けられた。2か月ほど悩んだが、結婚していたこともあり「んー、まあやってみようか」という気持ちで無試験の面接を経て、青二プロダクションに所属、声優としての活動を始める。
テレビアニメ『銀河鉄道999』では番組当初からレギュラーを務め、様々な役をもらう好機にも恵まれるなど、声優業の面白さに開眼していく。同作品をきっかけに重要な役どころを任されるようになり、以降も役柄が次々に繋がっていった。これについて神谷明は「思えばマネージャーさんや、ディレクターさんのつながりでどんどん仕事の幅が広がっていった」と大きくうなずいている。
大阪芸術大学放送学科声優コースの講師を務める。

## 人物・エピソード
音域はE - E。太く低い声を持つ。
数多くの作品で脇役・端役を担当。悪役からギャグ要員、権力者から好々爺、憎まれ役まで幅広い役を演じる。神谷明や田中秀幸と並んで『週刊少年ジャンプ』連載作品を原作とするアニメや東映アニメーション制作作品に多く起用されている。
趣味は映画鑑賞、料理、レザークラフト。
静岡県熱海市に温泉付き別荘を所有する。
堀川りょうは、若手のころ積極的な態度を誤解され周囲から孤立した際、佐藤と戸谷公次から「これから皆で飲みに行くから、来るか？」と声をかけられ、それをきっかけにみんなと仲良くなれたことを感謝している。現在でも同じ現場になった際は、「あの時は嬉しかったなぁ」と昔を懐かしみ、佐藤から「まだ言ってるのか」と笑われるという。
デビュー当時、戸谷と声質が似ていると指摘されたのが気がかりだったという。
前述の通り、声優となったのは高校の同級生であった神谷に誘われたことがきっかけであり、『シティーハンター』では、神谷演じる主人公・冴羽獠と対決する敵役を複数回担当した。
四人兄弟の長男で、歌手の佐藤公彦は弟。

## 出演
太字はメインキャラクター。

### テレビアニメ
1978年
- SF西遊記スタージンガー（1978年 - 1979年、ドクンガ、キャプテン、兵士、星人）
- 銀河鉄道999（1978年 - 1981年、伯爵の部下A、タイタン人、旅行者、ガードマン、清潔管理局員B 他）
- はいからさんが通る（兵士C、副官）
- 魔女っ子チックル（駅員、社員A、ペンキやの青年、紳士〈A〉）
- 無敵鋼人ダイターン3（所員A）

1979年
- 一休さん
- 宇宙空母ブルーノア（松倉征士、ヘーゲラー）
- 円卓の騎士物語 燃えろアーサー（1979年 - 1980年、兵士、隊長、ビリー、手下、漁師）
- 機動戦士ガンダム（1979年 - 1980年、将軍、トワニング）
- キャプテン・フューチャー
- サイボーグ009（1979年版）（1979年 - 1980年、殺し屋B、アナウンサー、軍務大臣、ガスール、隊長）
- ジャン・バルジャン物語
- 大恐竜時代（作業員）
- 日本名作童話シリーズ 赤い鳥のこころ（鬼）
- 花の子ルンルン
- 未来ロボ ダルタニアス（ドルメン大帝〈初代〉）

1980年
- 宇宙戦士バルディオス（1980年 - 1981年、士官A、幹部A、部下B）
- 宇宙戦艦ヤマトIII（ダゴン副官、ラジェンドラ号クルー 他）
- 怪物くん
- がんばれ元気（高村）
- 銀河鉄道999 君は母のように愛せるか!!（本部員C）
- こぐまのミーシャ（バクスキー〈2代目〉）
- ずっこけナイトドンデラマンチャ（農民、子分）
- 釣りキチ三平（吾作）
- 伝説巨神イデオン（1980年 - 1981年、チムカ、兵士、副官、トムロ）
- トム・ソーヤーの冒険（ヒラー、町の人、男、村人 / 証人A）
- 魔法少女ララベル
- まんがことわざ事典（ツルオ）
- メーテルリンクの青い鳥 チルチルミチルの冒険旅行（ウシ、ゴリラ）
- 燃えろアーサー 白馬の王子（父、兵士、手下、亭生、村人 他）

1981年
- カバ園長の動物園日記（河原）
- 新竹取物語 1000年女王（1000年盗賊B、先生、委員）
- 戦国魔神ゴーショーグン（画商主人、スワン、秘書、クロンカイト、総長）
- タイガーマスク二世（1981年 - 1982年、SPI A、ヘル・ホークスA、ブッチャー、アンドレ・ザ・ジャイアント 他）
- 太陽の牙ダグラム（ダーク曹長）
- 釣りキチ三平（三郎）
- Dr.スランプ アラレちゃん（1981年 - 1986年、パゴス、メガネブタ、園長先生、コジロー、エンマ大王、ラジゴ、村長、マモノ / 魔人、ノンキジッサ、ブタオ 他） - 2シリーズ + 特別編
- ハニーハニーのすてきな冒険
- ハロー!サンディベル（スコット氏）
- 名犬ジョリィ（町の人）
- めちゃっこドタコン（赤井権八、ブッチャン、カントク）
- ワンワン三銃士（1981年 - 1982年、農夫、巡察、馭者、副隊長、支配人 他）
- 若草の四姉妹

1982年
- あさりちゃん（警官、ラーメン屋）
- アンドロメダ・ストーリーズ（ゴデム）
- おちゃめ神物語コロコロポロン（大熊、ティオニュソス、一つ目怪人、ジンゴロー、ドサンコス 他）
- 機甲艦隊ダイラガーXV（サルタ・カッツ）
- 銀河旋風ブライガー（タックス）
- 銀河烈風バクシンガー（貴族）
- The・かぼちゃワイン（亀山、寮生A）
- 少年宮本武蔵 わんぱく二刀流（吉岡拳法）
- スペースコブラ
- 戦闘メカ ザブングル（1982年 - 1983年、メディック、ホッター、クルー、ドワス、運転手、ゼム、主人、ハイヤ）
- 超時空要塞マクロス（少佐）
- とんでモン・ペ
- パタリロ!
- フクちゃん
- 野生のさけび
- 六神合体ゴッドマーズ（ノア）

1983年
- 愛してナイト（熊八、たこ焼屋）
- 機甲創世記モスピーダ（ルーズ）
- 銀河疾風サスライガー（ギャング、幹部、警官、警察署長、男B、ダン）
- キン肉マン（1983年 - 1986年、局長、イワオ、カレクック、プリンス・カメハメ、ビューティー・ローデス、マジシャン、スカルボーズ、タイルマン、キングコブラ、バッファローマン、サンシャイン、ドクター・ボンベ 他）
- 光速電神アルベガス（ダストン、ダリー、偉大なるデラン、校長）
- ストップ!! ひばりくん!（石松）
- 聖戦士ダンバイン（ガラミティ・マンガン）
- 装甲騎兵ボトムズ（1983年 - 1984年、ボス、兵士、部下A、レテ、幹部B、無線の声、将校A）
- どくとるマンボウ&怪盗ジバコ 宇宙より愛をこめて（兵士）
- プラレス3四郎（1983年 - 1984年、会長、ガードマン、大吉）
- 魔法のプリンセス ミンキーモモ（助監督、半魚人）
- まんがイソップ物語
- まんが日本史（古人大兄皇子、弓削浄人、早良親王、平国香、藤原秀郷、梶原景時、新田義貞、山名師義、沈惟敬、松平忠輝、板倉重昌、久世広周）
- わが青春のアルカディア 無限軌道SSX（クルーゲル）

1984年
- キン肉マン 決戦!! 7人の超人VS宇宙野武士（イワオ）
- Gu-Guガンモ（運転手、監視員、男B）
- さすがの猿飛（ハニワ）
- 巨神ゴーグ（書記長、ヘッケル）
- 重戦機エルガイム（マルシェ、エイマン、マップ・マップン、キャボット・ササ）
- 宗谷物語（横田、士官、土井艦長、高田、朝比奈 他）
- とんがり帽子のメモル（シンシアのお父さん、店の親父）
- ビデオ戦士レザリオン（ジョウ・シルバー）
- ふたり鷹（松田）
- 北斗の拳（1984年 - 1988年、ゴーダ、ゴーギャン、ブーガル、コグレ、タイガ、シエ、サモト 他） - 2シリーズ
- 魔法の天使クリィミーマミ（久美子の父）
- 魔法の妖精ペルシャ（ミスターブック、青年）
- 夢戦士ウイングマン（レポーター、監督）
- よろしくメカドック（須賀六狼）
- らんぽう（春夫、花田K）
- ルパン三世 PARTIII（1984年 - 1985年）
- リトル・エル・シドの冒険

1985年
- 蒼き流星SPTレイズナー（1985年 - 1986年、ボブ、ドワイト、モロゾエフ、ゲティ 他）
- 悪魔島のプリンス 三つ目がとおる（警備員）
- 機甲界ガリアン（兵士、スミオン）
- 機動戦士Ζガンダム（ハサン）
- ゲゲゲの鬼太郎（第3作）（1985年 - 1988年、正夫 / ユメコの父、手下A、正吉、雪男、現場主任、店長、若杉先生の父、幕僚長、ヒロシ、アキオの父、太一、信者B、隊長、社員C、囚人、船長、副部長、風子の父、長老、畑怨霊、村人A、山男、河童の長老、お夢の父、親分）
- 昭和アホ草紙あかぬけ一番!（1985年 - 1986年、パン屋さん、ヒゲ、番長）
- タッチ（片桐）
- 超獣機神ダンクーガ（ギルドローム将軍）
- ハイスクール!奇面組（1986年 - 1987年、城亥乱人、院長、サンバーガー店主、坊主）
- プロゴルファー猿（1985年 - 1986年、見物人A、コブラ、部下、係員）
- 夢の星のボタンノーズ

1986年
- 愛少女ポリアンナ物語（エドワード・ケント）
- 宇宙船サジタリウス（オムニ）
- 機動戦士ガンダムΖΖ（ローム、マガニー）
- 銀牙 -流れ星 銀-（霧風、テリー）
- 剛Q超児イッキマン（ランボーマン）
- 青春アニメ全集（11階の住人）
- ドラゴンボール（1986年 - 1989年、ウサギ団員、スノの父、ブラック参謀、ジャスミン 他）
- 忍者戦士飛影（ゴアラ大佐）
- Bugってハニー（1986年 - 1987年）
- ボスコアドベンチャー
- マシンロボ クロノスの大逆襲（ブレード）
- メイプルタウン物語（ジョナサン・ストラウス）
- めぞん一刻（ヒロシ）
- ワンダービートS（スペンサー博士）

1987年
- エスパー魔美（1987年 - 1988年、ギャングB、部下、秘書、山男A、黒田赤太郎、会長）
- 仮面の忍者 赤影（1987年 - 1988年、鬼念坊、橘屋）
- キテレツ大百科（1987年 - 1995年、佐々木先生〈TVSP〉、オーゾン監督、スミス、熊田虎七、賢造 他）
- グリム名作劇場（1987年 - 1988年、重臣、隊長、老人、粉ひき、家来） - 2シリーズ
- シティーハンター（1987年 - 1991年、黒崎、社長、殺し屋） - 2シリーズ
- 新メイプルタウン物語 パームタウン編（フロント、駐在、サーフショップ店主、ビル、ワット貿易社長）
- 聖闘士星矢（1987年 - 1988年、ドクラテス、ギガース参謀長、機長、ジャキ、クリシュナ）
- トランスフォーマー ザ☆ヘッドマスターズ（1987年 - 1988年、カエン、アルファートリン、グレン、スカージ、ダブルスパイ、サーショット）
- ビックリマン（1987年 - 1989年、魔魚、トン魔戒、八魔鬼ング、空魔、怪虎師、暗雲鬼、言魔、導庵）
- レディレディ!!（ロバート）

1988年
- 美味しんぼ（1988年 - 1990年、丹数馬、大山、「ふく山」主人、審査員A）
- 魁!!男塾（教頭、店長、ヤクザA、独眼鉄）
- 小公子セディ（ローレンス、トーマス、男）
- 闘将!!拉麵男（銀角、村長、覇颶鑼、長老、鉄観音、跳竜）
- トランスフォーマー 超神マスターフォース（1988年 - 1989年、ギルマー、ガードマインダーA、レフトフット）
- ハロー!レディリン（ターナー）
- ひみつのアッコちゃん（第2期）（佐藤先生、ドラ、大田コーチ、プロデューサー、ゴキブリ、うなばら先生、キャシーのパパ、カタツムリ、八重桜組組長、ホタルの仲間、健太の父）
- 名門!第三野球部（板垣監督、夕子の兄）

1989年
- 悪魔くん（1989年 - 1990年、百目親父、グラウコス、白沢、大魔神）
- かりあげクン（谷課長、本田部長、斉藤英次 他）
- 新ビックリマン（1989年 - 1990年、活字ジ魔、ファミーごん、余尾銀、午ノフ王、パーミンダロス、コンスタン未、戌ドリヒ大王、花貧5僧、ダークマター）
- 戦え!超ロボット生命体 トランスフォーマーV（フランク、バーンズ市長、パーセプター）
- ドラゴンボールZ（1989年 - 1993年、監督、ゴズ〈初代〉、巨人、ブールベリ、最長老、タード、ラオ・チュウ、神龍、コルド大王〈2代目〉、オリブー、ボス、ムスカ）
- YAWARA!（1989年 - 1991年、倉持、男）

1990年
- からくり剣豪伝ムサシロード（ハンゾウ〈初代〉）
- それいけ!アンパンマン（ムッシュ・フランスパン、ポテト保安官〈初代〉）
- ちびまる子ちゃん（1990年 - 2019年、塚田のじいさん、轟先生、先生） - 2シリーズ
- ドラゴンクエスト（1989年 - 1991年、イワン、アークデーモン）
- 八百八町表裏 化粧師（常吉）
- 魔法使いサリー（1990年 - 1991年、ノワール、ひかるの父、社長、ワイルド、なな子の父 他）
- まじかる☆タルるートくん（1990年 - 1992年、暴走族、右グローブ、医者、兄貴分、社長、シャレ幸兵衛、緒形、犯人）
- もーれつア太郎（1990年版）（デコイチ、熊さん、九五郎、ユリの父）
- 笑ゥせぇるすまん（1990年 - 1992年、オーナー、五利の父、車尾宅雄の父）

1991年
- おにいさまへ…（教師）
- 機甲警察メタルジャック（TVアナウンサー）
- 緊急発進セイバーキッズ（交通大臣 他）
- きんぎょ注意報!（タカピーの父）
- キン肉マン キン肉星王位争奪編（1991年 - 1992年、キン肉大王、キン肉マンマリポーサ、マンモスマン、ザ・マンリキ、パルテノン）
- ゲッターロボ號（Dr.ポチ、ヤシャ男爵兄）
- トラップ一家物語（男の人、ズィークフリード、駅員B、支配人）
- 21エモン（宇宙人、タイロック）
- ハイスクールミステリー学園七不思議（古田先生）
- 魔神英雄伝ワタル2（デス・ゴンドール）

1992年
- ウルトラマンキッズ 母をたずねて3000万光年（ザブラ博士）
- クレヨンしんちゃん（1992年 - 2013年、宅配の男、親分、宇集院連太郎、回転ずしの店員、八潮 他）
- 元気爆発ガンバルガー（1992年 - 1993年、ゴクアーク、イシガンダー）
- さすらいくん
- スーパービックリマン（魔導モーゼット）
- 大草原の小さな天使　ブッシュベイビー（マックギル、ダン・ムーア）
- 超電動ロボ 鉄人28号FX（ジャン・ボナリー、ジャック、博士）
- 花の魔法使いマリーベル（ボビーの父）
- フランダースの犬 ぼくのパトラッシュ（使用人）

1993年
- 剣勇伝説YAIBA（1993年 - 1994年、須堂、武蔵）
- GS美神（オーナー、妖刀シメサバ丸）
- 疾風!アイアンリーガー（1993年 - 1994年、デウス）
- ジャングルの王者ターちゃん♡（1993年 - 1994年、ジュエリー、ダン国王）
- SLAM DUNK（高頭力、鉄男）
- ツヨシしっかりしなさい（江田スグル、源一郎）
- ドラえもん（テレビ朝日版第1期）（1993年 - 2004年、西郷隆盛、ドラメッドIII世、閻魔大王、フック船長、スネ夫のおじさん 他）
- 忍たま乱太郎（1993年 - 2023年、山本関西地方、大黄奈栗野木之下穴太、草屋納豆 / 大辺穀造〈2代目〉 他）
- 熱血最強ゴウザウラー（1993年 - 1994年、デッドビーム、サタンドリラー、電気王、電気大王）
- 勇者特急マイトガイン（1993年 - 1994年、ウォルフガング）
- 若草物語 ナンとジョー先生（ファース）

1994年
- カラオケ戦士マイク次郎（1994年 - 1995年、若王子大殿）
- 機動武闘伝Gガンダム（チンピラA）
- キャプテン翼J（三杉の父）
- 魔法騎士レイアース（ゴーレム、魔物）
- レッドバロン（コンピュータシグマ）

1995年
- アニメ世界の童話（ルイ十三世、王様、大蔵大臣）
- 空想科学世界ガリバーボーイ（チャプター）
- スレイヤーズ（1995年 - 1996年、ゾロム、魔道士1、エヴィア、アシュフォードの師匠） - 2シリーズ
- ロミオの青い空（老人B、シトロン）

1996年
- ゲゲゲの鬼太郎（第4作）（1996年 - 1998年、目目連、陰摩羅鬼、おどろおどろ、長官、いわな坊主、ベアード、お爺さん、夜行さん）
- 地獄先生ぬ〜べ〜（教頭、悪霊）
- バーチャファイター（マシラ）
- 名犬ラッシー（ホッパー先生）
- 名探偵コナン（1996年 - 2025年、川奈、本木和雄、広瀬利通、笠原英伍、根上慶彦、後村、茂庭巽、鬼保独郎、倉田力、樽見猪彦、笛本隆策、西津方玄、鈴木次郎吉〈3代目〉 他）

1997年
- 剣風伝奇ベルセルク（ヘイル）
- シティーハンター グッド・バイ・ マイ・スイート・ハート（幹部2）
- 中華一番!（クァン長老）
- ドラゴンボールGT（ブラック）
- 烈火の炎（受付けの男）

1998年
- ガサラキ（クルス参謀）
- サイレントメビウス（田島博士）
- SHADOW SKILL -影技-（イバ＝ストラ）
- 超魔神英雄伝ワタル（リミッター）
- 魔術士オーフェン（バトラフ）
- 遊☆戯☆王（教頭先生、ブラック）
- MASTERキートン（スティーブンス教授、ヴェンナー）
- まもって守護月天!（店長）

1999年
- エデンズボゥイ（スパイクの父）
- ジバクくん（ジバク王）
- 週刊ストーリーランド（マネージャー）
- 神八剣伝（エビラ）
- 地球防衛企業ダイ・ガード（仁科、飯塚）
- Blue Gender（ビクター）
- ポケットモンスター（1999年 - 2002年、タマランゼ会長）
- Bビーダマン爆外伝V（ヘノヘノボン）
- 魔術士オーフェン Revenge（マクレガー）
- マスターモスキートン'99（爺や）
- MAZE☆爆熱時空（ドルナード・ウル）

2000年
- 勝負師伝説 哲也（南家倶楽部店長、男C）
- へろへろくん（へろへろジジ / 屁狼老師）
- マシュランボー（ベイゲル）
- ONE PIECE（2000年 - 、ジョン・ジャイアント、老人 / 祖父 / 爺、ヤルル、びん豪、ガン・フォール〈2代目〉）

2001年
- 犬夜叉（名主、悟心鬼）
- ヴァンドレッド the second stage（長）
- 機動天使エンジェリックレイヤー（萩子の父）
- 逮捕しちゃうぞ SECOND SEASON（運転士）
- ノワール（評議員）
- 魔法戦士リウイ（ゴンガ）

2002年
- キン肉マンII世（委員長 / ハラボテ、サンシャイン）
- 天使な小生意気（鬼瓦）
- フォルツァ!ひでまる（千の丞）

2003年
- R.O.D -THE TV-（アーヴィング）
- キノの旅 -the Beautiful World-（入国審査官）
- GetBackers-奪還屋-（螺堂源水）
- ボボボーボ・ボーボボ（TUYOSI）

2004年
- サムライチャンプルー（番頭、町年寄）
- 双恋（剣持）
- リングにかけろ1（ドクター）

2005年
- ガン×ソード（ネロ）
- 甲虫王者ムシキング 森の民の伝説（アダー）
- BLEACH（2005年 - 2008年、刑事兵長、雲井尭覚）
- 冒険王ビィト（船長） - 2シリーズ
- ポケットモンスター アドバンスジェネレーション（タマランゼ）

2006年
- 怪 〜ayakashi〜四谷怪談（源四郎）
- 韋駄天翔（セバスチャン）
- ガンパレード・オーケストラ（司令官）

2007年
- あたしンち（2007年 - 2009年、伊集院、立会人）
- 銀魂（魂平糖主人）
- ゲゲゲの鬼太郎（第5作）（2007年 - 2009年、がしゃどくろ、老人、経凛々）
- 天保異聞 妖奇士（土井大炊頭利位）
- ドラえもん（テレビ朝日版第2期）（2007年 - 2018年、とのさま、大将、キャプテン・シルバー、仙人ロボット）
- 爆丸バトルブローラーズ（HAL-G〈ハル・ゲー〉）
- はたらキッズ マイハム組（2007年 - 2008年、本部長、ハムレオ）
- MOONLIGHT MILE 1stシーズン -Lift off-（ホーナー）

2008年
- コードギアス 反逆のルルーシュR2（黒のキング）
- ネオ アンジェリーク Abyss -Second Age-（御者）
- 墓場鬼太郎（社長）
- 魔法遣いに大切なこと〜夏のソラ〜（西原弘）
- ロザリオとバンパイア（理事長） - 2シリーズ

2009年
- 怪談レストラン（祖父）
- ドラゴンボール改（2009年 - 2015年、亀仙人、ムスカ） - 2シリーズ

2010年
- あにゃまる探偵 キルミンずぅ（鬼崎）
- 書家（恥之宮春治）
- スーパーロボット大戦OG -ジ・インスペクター-（リシュウ・トウゴウ）
- デジモンクロスウォーズ（2010年 - 2012年、ガーゴモン） - 2シリーズ
- 爆丸バトルブローラーズ ニューヴェストロイア（ミヒャエル・ゲーハビッチ博士）
- FAIRY TAIL（2011年 - 2012年、イワン・ドレアー、仮面の男）

2012年
- 黒魔女さんが通る!!（魔法屋台）
- シャイニング・ハーツ 〜幸せのパン〜（ハンク）
- 探検ドリランド（鍛冶屋コゴル）

2013年
- 進撃の巨人（アルミンの祖父）
- トリコ×ONE PIECE×ドラゴンボールZ 超コラボスペシャル!!（亀仙人）
- ポケットモンスター ミュウツー 〜覚醒への序章〜（オスカー）

2014年
- 暴れん坊力士!!松太郎（社長）
- オレカバトル（魔王サッカーラ / 邪神サッカーラ）
- まじっく快斗1412（樽見猪彦）
- 名探偵コナン 江戸川コナン失踪事件 〜史上最悪の2日間〜（外国人の男、警官）

2015年
- 進撃!巨人中学校（アルミン爺）
- ドラゴンボール超（2015年 - 2018年、亀仙人、ベジータ王）

2016年
- うしおととら（艦長）
- 機動戦士ガンダムUC RE:0096（ハサン、男）
- ポケットモンスター XY&Z（ジャン〈老人〉）
- ルガーコード1951（フォルクス）

2017年
- タイガーマスクW（商工会議所会長）
- スナックワールド（フェアジー）

2018年
- ゲゲゲの鬼太郎（第6作）（山じじい）
- パズドラ（ジィさん）
- 働くお兄さん!の2!（デジ浜先輩）

2019年
- ツルネ -風舞高校弓道部-（八坂八段）
- ポチっと発明 ピカちんキット（ヨネキチ）

2021年
- もっと!まじめにふまじめ かいけつゾロリ（タオール伯爵）
- 俺、つしま（ジジイ、医者）
- 月が導く異世界道中（2021年 - 2024年、モリス） - 2シリーズ

2022年
- 名探偵コナン 本庁の刑事恋物語〜結婚前夜〜（笛本隆策）
- BORUTO-ボルト- NARUTO NEXT GENERATIONS（タルト）
- 名探偵コナン 犯人の犯沢さん（鈴木次郎吉）

2023年
- 逃走中 グレートミッション（渦磨老師）
- 帰還者の魔法は特別です（学園長）

2024年
- 銀河英雄伝説 Die Neue These（エンリケ・オリベイラ）

### 劇場アニメ
1980年
- サイボーグ009 超銀河伝説
- 地球へ…（警官）
- ヤマトよ永遠に（グロデーズ艦長）

1981年
- 機動戦士ガンダム（ゲビル）
- 機動戦士ガンダムII 哀・戦士編（ウラガン）
- さよなら銀河鉄道999 アンドロメダ終着駅
- シリウスの伝説
- Dr.スランプ アラレちゃん ハロー!不思議島（パゴス）
- 21エモン 宇宙へいらっしゃい!（航海士）

1982年
- 機動戦士ガンダムIII めぐりあい宇宙編（兵C）
- 戦国魔神ゴーショーグン（クロンカイト）
- 1000年女王（1000年盗賊B）
- Dr.SLUMP ほよよ! 宇宙大冒険（メガネブタ、パゴス）
- ドラえもん のび太の大魔境（兵士）
- 浮浪雲（刺客）
- FUTURE WAR 198X年
- わが青春のアルカディア

1983年
- 幻魔大戦（幻魔大王）
- ザブングル グラフィティ
- ドキュメント 太陽の牙ダグラム（ダーク）
- Dr.スランプ アラレちゃん ほよよ!世界一周大レース
- ドラえもん のび太の海底鬼岩城（隊員B）
- はだしのゲン
- まんがイソップ物語

1984年
- SF新世紀レンズマン（ヘンダースン）
- キン肉マン 奪われたチャンピオンベルト（イワオ）
- キン肉マン 大暴れ!正義超人（バッファローマン、イワオ）
- The・かぼちゃワイン ニタの愛情物語（亀山）
- 超人ロック（ルーク・オー）
- Dr.スランプ アラレちゃん ほよよ!ナナバ城の秘宝（パゴス）
- パパママバイバイ（お父さん）

1985年
- キン肉マン 正義超人vs古代超人（バッファローマン、イワオ）
- キン肉マン 逆襲!宇宙かくれ超人（バッファローマン、イワオ）
- キン肉マン 晴れ姿!正義超人（バッファローマン、イワオ）
- Dr.スランプ アラレちゃん ほよよ!夢の都メカポリス
- ドラえもん のび太の宇宙小戦争（同志）

1986年
- ウインダリア（キール）
- キン肉マン ニューヨーク危機一髪!（バッファローマン、イワオ）
- キン肉マン 正義超人vs戦士超人（バッファローマン、イワオ）
- ゲゲゲの鬼太郎 最強妖怪軍団!日本上陸!!（天邪鬼）
- ゲゲゲの鬼太郎 激突!!異次元妖怪の大反乱（朧車）
- ザ・ヒューマノイド 哀の惑星レザリア（側近）
- スーパーマリオブラザーズ ピーチ姫救出大作戦!（カメ達）
- タッチ 背番号のないエース（片桐）
- ドラゴンボール 神龍の伝説（村人）
- ハイスクール!奇面組（坊主）
- 北斗の拳

1987年
- プロゴルファー猿 甲賀秘境!影の忍法ゴルファー参上!（銀仮面）

1988年
- ビックリマン 無縁ゾーンの秘宝（空魔）

1989年
- ウルトラマンUSA（ボーディンガー大佐）
- NEMO/ニモ（ウンポ）
- ひみつのアッコちゃん（ドラ）
- ひみつのアッコちゃん 海だ!おばけだ!夏まつり（ドラ）
- 変幻退魔夜行 カルラ舞う!-奈良怨霊絵巻-（僧正）

1990年
- おじさん改造講座（仙台営業所長）
- 風の名はアムネジア（ガーディアン）
- ドラゴンボールZ 地球まるごと超決戦（ラカセイ）
- Pink みずドロボウあめドロボウ（シルバーの部下B）

1991年
- ドラゴンボールZ とびっきりの最強対最強（ドーレ）

1992年
- 風の大陸（家臣）
- 銀河英雄伝説外伝 黄金の翼（シドニー・シトレ）
- 三国志 第一部・英雄たちの夜明け（郭嘉）
- ろくでなしBLUES（輪島）

1993年
- SD戦国伝 天下泰平篇（三代目頑駄無大将軍）
- 銀河英雄伝説 新たなる戦いの序曲（エーレンベルク）
- 三国志 第二部・長江燃ゆ!（郭嘉）
- ドラゴンボールZ 燃えつきろ!!熱戦・烈戦・超激戦（ベジータ王）

1994年
- 餓狼伝説 -THE MOTION PICTURE-（リチャード・マイヤ）
- 三国志 完結編・遥かなる大地（冷苞）
- スラムダンク（葉山監督）
- ドラゴンボールZ 超戦士撃破!!勝つのはオレだ（コリー博士）

1995年
- スレイヤーズ（温泉マスター）
- ドラゴンボールZ 龍拳爆発!!悟空がやらねば誰がやる（亀仙人）
- はじまりの冒険者たち レジェンド・オブ・クリスタニア（ムーハ）
- MEMORIES「大砲の街」（俯迎手）

1996年
- ゲゲゲの鬼太郎 大海獣（キジムナー）
- (超)劇場版!地獄先生ぬ〜べ〜（教頭）
- ドラミ&ドラえもんズ ロボット学校七不思議!?（ドラメッド三世）
- ドラゴンボール 最強への道（ブラック）
- ハーメルンのバイオリン弾き（オーボウ）

1997年
- エルマーの冒険（トラC）
- 劇場版 地獄先生ぬ〜べ〜 午前0時ぬ〜べ〜死す!（教頭）
- ザ☆ドラえもんズ 怪盗ドラパン謎の挑戦状!（ドラメッドIII世）

1998年
- クジラの跳躍 Glassy Ocean（ビル人間）
- ザ☆ドラえもんズ ムシムシぴょんぴょん大作戦!（ドラメッドIII世）

1999年
- ザ☆ドラえもんズ おかしなお菓子なオカシナナ?（ドラメッドIII世）

2000年
- ザ☆ドラえもんズ ドキドキ機関車大爆走!（ドラメッドIII世）

2001年
- ドラミ&ドラえもんズ 宇宙ランド危機イッパツ!（ドラメッドIII世）

2005年
- ONE PIECE THE MOVIE オマツリ男爵と秘密の島（ケロショット）

2007年
- 甲虫王者ムシキング スーパーバトルムービー 〜闇の改造甲虫〜（アダー）
- Dr.マシリト アバレちゃん（パゴス）

2009年
- 映画ドラえもん 新・のび太の宇宙開拓史（船長、市長）

2012年
- やなせたかしシアター ハルのふえ（アナウンサー）

2013年
- 聖☆おにいさん（老爺）
- ドラゴンボールZ 神と神（亀仙人）

2015年
- ドラゴンボールZ 復活の「F」（亀仙人）

2017年
- ゴーちゃん。〜モコとちんじゅうの森の仲間たち〜（おじいさん）
- ひるね姫 〜知らないワタシの物語〜（老人）

2018年
- ゴーちゃん。〜モコと氷の上の約束〜（おじいさん）

2019年
- 映画コラショの海底わくわく大冒険!

2022年
- 劇場版ツルネ -はじまりの一射-（八坂明寛）

2024年
- 劇場版 忍たま乱太郎 ドクタケ忍者隊最強の軍師（大黄奈栗野木下穴太）

### OVA
1985年
- GREED（オミ）
- アニメ80日間世界一周

1986年
- カリフォルニア・クライシス 追撃の銃火（ダッジの男）
- 機甲界ガリアン PARTIII 鉄の紋章（兵士B）
- 傷追い人（浅井）
- キン肉マンの交通安全（交通違反超人）
- 県立地球防衛軍（食通）
- 湘南爆走族（1986年 - 1999年、丸川角児） - 12作品
- 超獣機神ダンクーガ 失われた者たちへの鎮魂歌（ギルドローム将軍）
- デルパワーX 爆発みらくる元気!!（紳士）
- バブルガムクライシス（部長、ADP署長）
- 炎トリッパー（野盗）

1987年
- ガルフォース宇宙章（パラノイド艦艦長）
- JUNK BOY
- デジタル・デビル物語 女神転生（近藤弘之）
- 夢幻紳士 冒険活劇編（日本隊長）

1988年
- アニメ ハチ公物語（駅長）
- 銀河英雄伝説（エルラッハ、パストーレ）
- Crying フリーマン（刑事1、御影教授、解説者）
- ザナドゥ ドラゴンスレイヤー伝説（見張A）
- 遠山桜宇宙帖 奴の名はゴールド（執政官C）
- 麻雀飛翔伝 哭きの竜（北島）

1989年
- 紅い牙 ブルー・ソネット（小半博士）
- アマダアニメシリーズ スーパーマリオブラザーズ（クッパ）
- ガルフォース地球章（総統GORN）
- 銀河英雄伝説（エーレンベルク）
- 虚無戦史MIROKU（三好清海入道）
- 超獣機神ダンクーガ 白熱の終章（爺）

1990年
- 気ままにアイドル
- スーパーリアル麻雀 麻雀バトルスクランブル（イーピン和尚）
- 藤子・F・不二雄のSF短編（役人D）
- ニューイヤー星調査行（バンボルグ博士）
- 魔物ハンター妖子2（老人）
- ミノタウロスの皿（大臣）

1991年
- 一本包丁満太郎2 大阪そうめん戦争（課長）
- ガルフォース新世紀編（GORN）
- 機動戦士ガンダム0083 STARDUST MEMORY（ボブ、副官）
- 静かなるドン（生倉新八）
- スローステップ（校長）
- 創竜伝（1991年 - 1993年、成島常吉、曹国舅）
- 帝都物語（工藤参謀）
- 超人ロック（参謀）
- 巴がゆく!（所長）
- 人魚の森（巡査A）
- 魍魎戦記MADARA（村の長）

1992年
- うしおととら（麻子の祖父）
- スクランブル・ウォーズ 突走れ!ゲノムトロフィーラリー（GORN）
- 宝島メモリアル「夕凪と呼ばれた男」（男B）

1993年
- 仮面ライダーSD 怪奇!?クモ男（クモ男）
- アル・カラルの遺産（ジェイスン博士）
- 銀河の魚（ビル人間）
- 雲界の迷宮ZEGUY（老人）
- 紺碧の艦隊（ハルゼー）
- 代紋TAKE2 第II章（大西康雄）
- フォーチュン・クエスト 世にも幸せな冒険者たち（ラーダ村長）
- 惑星アトン2

1994年
- GATCHAMAN（カークランド博士）
- マクロスプラス（ヒギンズ総司令）

1995年
- アミテージ・ザ・サード（ラリー・ランドルフ）
- サンクチュアリ（村田）
- 沈黙の艦隊
- ようちえん戦隊げんきっず（ちらかし怪人、よこどり怪人）

1996年
- マスターモスキートン（中年男）
- レジェンド・オブ・クリスタニア（ムーハ、ビエン）

1998年
- 紺碧の艦隊（キィストン・チャーチル、品川弥治郎〈2代目〉）

1999年
- 旭日の艦隊（キィストン・チャーチル）
- サクラ大戦 轟華絢爛（斬られ与一）

2000年
- 銀河英雄伝説外伝 第三次ティアマト会戦（エーレンベルク）
- 名探偵コナン コナンvsキッドvsヤイバ 宝刀争奪大決戦!!（宮本武蔵）

2002年
- 紺碧の艦隊（日・航海長）

2004年
- 王ドロボウJING in Seventh Heaven2（木の精）

2005年
- イリヤの空、UFOの夏（浅羽の祖父）

2006年
- トミカ王国物語（王様、お爺さん）

2007年
- テイルズ オブ シンフォニア THE ANIMATION（2007年 - 2012年、ダイク） - 2シリーズ
- トミカハイパー大作戦!（王様、シグナル大統領）

2008年
- METAL GEAR SOLID 2 BANDE DESSINEE（ドナルド・アンダーソン）
- トミカハイパー大冒険!（王様、シグナル大統領、建設シティの教官）

2010年
- 機動戦士ガンダムUC（ハサン）

2012年
- 史上最強の弟子ケンイチ（ウィン・ゴーシュ）※単行本49巻付録のオリジナルDVD
- 聖☆おにいさん（老爺）

### Webアニメ
- ブラック・ジャック（2001年、丑五郎）
- ソードガイ The Animation（2018年、飢月[68]）
- テルマエ・ロマエ ノヴァエ（2022年、師匠）

### ゲーム
1989年
- 天外魔境 ZIRIA（大ダヌキ）
- 夢幻戦士ヴァリスII（幻夢皇帝メガス）※X68000版

1990年
- ゴールデンアックス（デス・アダー）

1991年
- アーネスト・エバンス（ウルリッヒ）
- イースIII（ガーランド）※PCエンジン版
- スーパーシュヴァルツシルト（ロバート・バウマン）

1992年
- ライズ・オブ・ザ・ドラゴン（ダート・ビンセント市長）

1993年
- 悪魔城ドラキュラX 血の輪廻（死神）
- セガソニック・ザ・ヘッジホッグ（ドクター・エッグマン）※アーケードゲーム
- セガソニック コスモファイター（ドクター・エッグマン）※アーケードゲーム

1994年
- ポリスノーツ（サルバトーレ・トスカニーニ）
- LUNAR エターナルブルー（グェン）

1995年
- ドラえもん 友情伝説ザ・ドラえもんズ（ドラメッド3世）
- プライベート・アイ・ドル（大瀧剛）
- ブルー・シカゴ・ブルース（ジェームス・ハート）
- ホーンドアウル（ブレア）
- 北斗の拳（ジャド）

1996年
- サターンボンバーマン（Dr.メカード）
- 新スーパーロボット大戦（ゲティ）
- トバルNo.1（ノーク）
- BSドラゴンクエスト

1997年
- 悪魔城ドラキュラX 月下の夜想曲（死神、図書館の主、船頭、インテリジェンスソード、告解室の亡霊、ナレーション）
- シャイニング・フォースIII シナリオ1 王都の巨神（オブライト、マニュピル、劣性）
- スーパーロボット大戦F（マッシュ、ガラミティ・マンガン、一般兵）
- トバル2（ノーク）※クレジットでは「ムーフー」と誤表記
- ドラゴンナイト4（サントス、ロンボニ国王）
- 熱砂の惑星（看守）
- バウンダリーゲート Daughter of Kingdom（デミウス）
- ラングリッサーIV（混沌の王カオス）

1998年
- SDガンダム GGENERATION（1998年 - 2025年、マッシュ、ボブ 他） - 8作品
- 機動戦士ガンダム ギレンの野望（トワニング、マッシュ）
- シャイニング・フォースIII シナリオ2 狙われた神子（オブライト、マニュピル）
- シャイニング・フォースIII シナリオ3 氷壁の邪神宮（オブライト、マニュピル）
- OverBlood2（ベルター・カーチス）
- 新世代ロボット戦記ブレイブサーガ（ウォルフガング）
- スーパーロボット大戦F完結編（マッシュ、ガラミティ・マンガン）
- スターオーシャン セカンドストーリー（ガブリエル）
- スレイヤーズろいやる2（グレッグ）
- ドラゴンフォースII -神去りし大地に-（ギデオン）
- METAL GEAR SOLID（ドナルド・アンダーソン）
- LUNAR2 エターナルブルー（グェン、ライナス）

1999年
- スーパーロボット大戦コンプリートボックス（マッシュ）
- 聖少女艦隊バージンフリート（地下組織の老人）

2000年
- 機動戦士ガンダム ギレンの野望 ジオンの系譜（トワニング、マッシュ、ジオン士官B）
- スーパーロボット大戦α（マッシュ、ガラミティ・マンガン、強化兵）

2001年
- 犬夜叉（悟心鬼）
- サモンナイト2（アグラバイン）
- ジオニックフロント 機動戦士ガンダム0079（マッシュ、ウラガン）
- スーパーロボット大戦α for Dreamcast（マッシュ、ガラミティ・マンガン）
- スーパーロボット大戦α外伝（ミリシャ兵）
- ファイナルファンタジーX（ジスカル・グアド）
- 松本零士999 〜Story of Galaxy Express 999〜（花子の父）
- METAL GEAR SOLID 2 SONS OF LIBERTY（エイムズ）

2002年
- 機動戦士ガンダム ギレンの野望 ジオン独立戦争記（トワニング、マッシュ、ジオン士官B）
- 機動戦士ガンダム戦記 Lost War Chronicles（ボブ）
- キン肉マンII世 新世代超人VS伝説超人（サンシャイン、アルティメノイド）

2003年
- キャッスルヴァニア（死神）
- 機動戦士ガンダム めぐりあい宇宙（マッシュ）
- テイルズ オブ シンフォニア（ダイク）
- ドラゴンボールZ（ポルンガ）

2004年
- AIRFORCE DELTA 〜BLUE WING KNIGHTS〜（ジェイミー・ジョーンズ）
- キン肉マン ジェネレーションズ（ニューサンシャイン、サンシャイン、プリンス・カメハメ、初代キン肉マングレート、委員長）
- ぐるみん（イワオ）
- 桜坂消防隊（河崎琢磨）
- スーパーロボット大戦GC（マッシュ、ゲティ、ギルドローム将軍、ジオン兵）
- ゼノサーガ エピソードII［善悪の彼岸］（セラーズ）
- 双恋 -フタコイ-（剣持）
- マグナカルタ（セイトン）

2005年
- 悪魔城ドラキュラ 闇の呪印（死神）
- 真・三國無双4（2005年 - 2006年、左慈） - 2作品
- 新世紀勇者大戦
- 第3次スーパーロボット大戦α 終焉の銀河へ（ギルドローム将軍）
- 天外魔境III NAMIDA（熊本城城主）

2006年
- キン肉マン マッスルグランプリ（サンシャイン）
- キン肉マン マッスルグランプリMAX（サンシャイン、委員長、キン肉族先祖）
- キン肉マン マッスルジェネレーションズ（サンシャイン、ニューサンシャイン、プリンス・カメハメ、初代キン肉マングレート、委員長）
- ジョジョの奇妙な冒険 ファントムブラッド
- 新 鬼武者 DAWN OF DREAMS（ルイス・フロイス）
- スーパーロボット大戦XO（マッシュ、ゲティ、ギルドローム将軍、ジオン兵）
- 聖剣伝説4（トレント）
- ゼノサーガ エピソードIII［ツァラトゥストラはかく語りき］（セラーズ）
- テイルズ オブ デスティニー（PS2版）（セインガルド国王）
- METAL GEAR SOLID PORTABLE OPS（CIA長官）

2007年
- 悪魔城ドラキュラXクロニクル（死神）
- ガンダム無双（マッシュ、一般兵・ベテラン）
- キン肉マン マッスルグランプリ2（キン肉マンマリポーサ、サンシャイン）
- スーパーロボット大戦OG ORIGINAL GENERATIONS（リシュウ・トウゴウ）
- スーパーロボット大戦OG外伝（リシュウ・トウゴウ）
- スーパーロボット大戦Scramble Commander the 2nd（ガラミティ・マンガン）
- まほろばStories -Library of Fortune-（エガリ）

2008年
- ガンダム無双2（マッシュ）
- キン肉マン マッスルグランプリ2 特盛（キン肉マンマリポーサ、サンシャイン）
- スーパーロボット大戦A PORTABLE（マッシュ）
- ソラユメ（アガシオン）
- テイルズ オブ シンフォニア -ラタトスクの騎士-（ダイク）
- 龍が如く 見参!

2009年
- Steal!（グレゴリー・ホーク）
- スーパーロボット大戦NEO（電気王、暗黒魔王ゴクアーク）
- 絶体絶命都市3 -壊れゆく街と彼女の歌-（森田信輝）
- ソラユメ portable（アガシオン）
- テイルズ オブ ザ ワールド レディアント マイソロジー2（ショー・コーロン）
- 闘真伝（ショウキ）
- ドラゴンボール 天下一大冒険（ブラック参謀）

2010年
- エンド オブ エタニティ（アントリオン）
- ガンダム無双3（マッシュ）
- クレヨンしんちゃん おバカ大忍伝 すすめ!カスカベ忍者隊!
- シャイニング・ハーツ（ハンク）
- ドラゴンボールDS2 突撃!レッドリボン軍（ブラック参謀）
- ドラゴンボールヒーローズ（2010年 - 2024年、亀仙人 / ジャッキー・チュン、ベジータ王 / 暗黒仮面王、タード、ラカセイ、ドーレ） - 7作品
- ドラゴンボール レイジングブラスト2（ドーレ）

2011年
- 機動戦士ガンダム 新ギレンの野望（トワニング、マッシュ、ウラガン）
- KILLZONE 3（ヨハン・スタール）
- 第2次スーパーロボット大戦Z 破界篇 / 再世篇（飯塚）
- ドクターロートレックと忘却の騎士団（グレゴワール・ゴトー）
- 無双OROCHI 2（2011年 - 2013年、左慈） - 4作品

2012年
- 機動戦士ガンダム 木馬の軌跡（マッシュ）
- 機動戦士ガンダム オンライン（ボブ）
- クロヒョウ2 龍が如く 阿修羅編（椎名徹）
- 第2次スーパーロボット大戦OG（リシュウ・トウゴウ）
- NINJA GAIDEN 3（源次郎、キャプテン・ハインライン）
- FAIRY TAIL ゼレフ覚醒（仮面魔導士）
- モンスター烈伝 オレカバトル（魔王サッカーラ / 邪神サッカーラ / 大魔王サッカーラ）

2013年
- カオス ヒーローズ オンライン（2013年 - 2014年、マルクス、ホルンダル）
- ジョジョの奇妙な冒険 オールスターバトル（ウィルソン・フィリップス）
- 真・三國無双7（2013年 - 2014年、左慈） - 3作品
- 真・ガンダム無双（マッシュ）
- スーパーロボット大戦Operation Extend（マッシュ）
- 聖闘士星矢 ブレイブ・ソルジャーズ（クリシュナ）
- テイルズ オブ シンフォニア ユニゾナントパック（ダイク）

2014年
- KILLZONE SHADOW FALL（シュタール）
- 魁!!男塾 〜日本よ、これが男である!〜（独眼鉄）

2015年
- 聖闘士星矢 ソルジャーズ・ソウル（クリシュナ）
- デジモンストーリー サイバースルゥース（バルバモン）
- ドラゴンボールZ 超究極武闘伝（亀仙人 / ジャッキー・チュン）

2016年
- スーパーロボット大戦OG ムーン・デュエラーズ（リシュウ・トウゴウ）
- ドラゴンボールフュージョンズ（亀仙人）
- ドラゴンボール ゼノバース2（最長老）

2017年
- スーパーロボット大戦V（ウォルフガング）
- 旋光の輪舞2（アレッサンドロ・ジラルディーノ）

2018年
- 真・三國無双8（左慈）
- スーパーロボット大戦X（ウォルフガング）

2019年
- スーパーロボット大戦T（ウォルフガング、ネロ）
- ポケモンマスターズ（ゲンジ）
- ブレイドエクスロード（六号）
- 新サクラ大戦（望月八丹斎）

2020年
- ドラゴンボールZ カカロット（亀仙人）
- ドラゴンボール ファイターズ（亀仙人） - DLC追加キャラクター
- テイルズ オブ クレストリア（ニンファ）

2021年
- スターオーシャン:アナムネシス（ガブリエル）
- はじめの一歩 FIGHTING SOULS（鴨川源二）
- スーパーロボット大戦30（ネロ）

2022年
- 機動戦士ガンダム アーセナルベース（ボブ）

2023年
- スーパーロボット大戦DD（ゲティ）

2024年
- ドラゴンボール Sparking! ZERO（亀仙人）

2025年
- RAIDOU Remastered: 超力兵団奇譚（金王屋主人）

### ドラマCD
- 悪魔くん バラエティワールド 見えない学校 悪魔教室（ケルベロス）
- 彼方から（ゴーリヤ）
- 餓狼伝説 〜宿命の闘い〜 CDサウンド ドラマアルバム No.1 復讐の狼（リチャード）
- 吸血鬼ハンターシリーズ（エグベルト）
  - 吸血鬼ハンター D-北海魔行I -北の海へ-
  - 吸血鬼ハンター D-北海魔行II -やがて、夏-
  - 吸血鬼ハンター D-北海魔行III -冬来たりなば-
- キャラクタードラマCD 「ペルソナ3」 vol.1（無達）
- ウェディング・ドレスに紅いバラ（溝呂木薫）
- 銀の雪 降る降る 宝ヶ池の四季（小川先生）
- クロックタワー2（スターン・ゴッツ）
- ZX GIGAMIX（シリュール）
- 灼熱の竜騎兵（ジュポロフ）
- CDシアター ドラゴンクエストシリーズ
  - CDシアター ドラゴンクエストIII（バラモス）
  - CDシアター ドラゴンクエストIV（トムじいさん）
  - CDシアター ドラゴンクエストV（マーリン）
- CDドラマコレクションズ 三國志（夏侯惇元譲）
- シャーロック・ホームズ 青いガーネット（ウィンディゲート）
- 集英社カセットコミックシリーズ 魁!!男塾 天挑五輪大武會編（竜宝）※カセット
- ストリートファイターZERO 外伝 〜春麗旅立ちの章〜（ベガ、見張り2）
- スターオーシャン セカンドストーリー（ガブリエル）
- 中年進化論 PLUS（老人）
- ツインビーPARADISE（バーンズ会長、船長）
- テイルズ オブ エターニア（ゼイエン）
- テイルズ オブ デスティニー 地上編（ウル）
- ドクターは犬を飼う（山崎刑事）
- ハーメルンのバイオリン弾き ドラマCD Vol.1（オーボウ）
- BASTARD!! -暗黒の破壊神- 外伝 四天王邂逅篇 巻之一（領主）
- 果てしなく青い、この空の下で…。（堂島薫）
- 半分の月がのぼる空「金色の思い出」（小林喜多二）※電撃HP通信販売専用ドラマCD
- ファイアーエムブレム 旅立ちの章（ベンソン）
- 聖神伝記エクステリア（ガーランド / エクステリア）
- 変幻退魔夜行 カルラ舞う!奈良怨霊絵巻（教え長）
- WILL（巡査）
- 魔神英雄伝ワタル2 メモリアルCD「星界山ロケハン物語」（監督）
- 魔神英雄伝ワタル3 虎王物語 虎王伝説 CDシネマ4 魔界夢幻編（魔霊師・雀羅）
- 魔神英雄伝ワタル3 ぼくの虎王 第三章「運命の日に」（男、教師）
- 魔神英雄伝ワタル4 CDシネマ1 - 5（ナレーション、アナウンサー、黒井原之助）
- みすて♡ないでデイジー（父）
- 勇者特急マイトガイン 嵐を呼ぶハネムーン（ウォルフガング）

### ラジオドラマ
- NHK-FM サラウンド・ドラマ「マージナル」（1988年）
- 青山二丁目劇場
  - 三国想話（2009年） - 呂熊
  - こい!ここぞというとき（2009年） - 鶴吉
  - 侵略家族（2012年） - 総司令
  - 彼女には秘密がある（2012年） - 法月清正
  - 南瓜屋（2014年） - 叔父さん
  - 跡取り息子は今（2015年） - 社長
  - 幽霊のお仕事（2015年） - 孝介
  - 五郎の家（2015年） - 古川
  - 腹を空かせた客（2015年） - 亭主
- お・り・が・み ステーション〜悪の組織ラジオ（ランディル枢機卿）
- オールナイトニッポン 宇宙戦艦ヤマト 完結編（地球防衛軍先任参謀、ルガールの参謀）
- クロックタワー2（スターン・ゴッツ）
- 花の慶次（最長老）
- 魔神英雄伝ワタル4（ナレーション）
- 八つ墓村 角川ドラマルネッサンス（磯川警部）

### 吹き替え

#### 担当俳優
スティーヴン・マクハティ
- 警察署長 ジェッシイ・ストーン 暗夜を渉る（ヒーリー警部）
- 警察署長 ジェッシイ・ストーン 湖水に消える（ヒーリー警部）
- 警察署長ジェッシイ・ストーン 訣別の海（ヒーリー警部）
- 警察署長 ジェッシイ・ストーン 影に潜む（ヒーリー警部）

#### 映画
- 悪魔の性・全裸美女惨殺の謎（美容師、刑事、警官）
- アライバル/侵略者 ※テレビ朝日版
- アンディ・ラウの餓狼烈伝（フェイ〈マイケル・チャン〉）
- アンディ・ラウの獄中龍（ボス）
- X-ファイル:ザ・ムービー（メルヴィン・フロハイキー〈トム・ブレイドウッド〉）※テレビ朝日版
- グリーン・カード（アントン〈ロナルド・ガットマン〉）
- ゴーストハンターズ（ワン・イヤー）
- 地上より永遠に（スターク軍曹〈ジョージ・リーヴス〉）※テレビ朝日版
- コン・エアー（スワンプ・シング〈M・C・ゲイニー〉、デール）※ソフト版
- 殺意の香り（ハリス）
- ザック・エフロン in ダービースタリオン（ヒューストン・ジョーンズ〈ビル・コッブス〉）
- 殺人魚フライングキラー（アーロン）※テレビ朝日版
- サバイビング・ゲーム（警備員〈ボブ・マイナー〉）
- 白いカラス（クラレンス・シルク〈ハリー・J・レニックス〉）
- シンドバッド虎の目大冒険（マルーフ〈サラミ・コーカー〉）※テレビ朝日版
- スキャナーズ
- スター・ウォーズ エピソード5/帝国の逆襲（ゼヴ・セネスカ〈クリストファー・マルコム〉、ショーン・ヴァルデズ〈ジョー・ジョンストン〉）※テレビ朝日版
- スタートレックVI 未知の世界（カルラ准将、ウェスト大佐）※VHS版
- 戦争のはらわたII（ウェブスター准将〈ロッド・スタイガー〉[82]）
- ダイナウォーズ/恐竜王国への大冒険（リンク）
- 007/リビング・デイライツ（カムラン・シャー〈アート・マリック〉）※ANA機内上映版
- 誰かがあなたを愛してる（トニー）
- ダンス・ウィズ・ウルブズ（風になびく髪〈ロドニー・A・グラント〉）※日本テレビ版
- 弾突 DANTOTSU（ブルー〈ポール・カルデロン〉）
- チャイニーズ・ウォリアーズ（栂の部下〈ウォン・チェン・リー〉）
- ツインズ
- 鉄板スポーツ伝説（トルーマン〈ニック・サーシー〉）
- テネシー・ナイツ
- トム・ベレンジャー in 処刑岬（ジャック〈ラルフ・J・アルダーマン〉）
- ドラゴン/ブルース・リー物語（ジョー・ヘンダーソン〈エリック・ブラスコッター〉、グリーン・ホーネット）※ソフト版
- バーティカル・ハンガー（マーティン）
- パシフィック・ハイツ（ルー・ベイカー〈カール・ランブリー〉）※VHS版
- バック・イン・ザ・USSR（ディミトリ〈アンドリュー・ディヴォフ〉）※VHS版
- ヒドゥン
- ファイナル・カウントダウン（マシュー・イーランド艦長〈カーク・ダグラス〉）※フジテレビ版（追加収録部分）
- フィレンツェ、メディチ家の至宝 ウフィツィ美術館（ウフィツィ美術館館長）
- ブラックパンサー（リバー族長老〈イザック・ド・バンコレ〉[83]）
  - ブラックパンサー/ワカンダ・フォーエバー[84]
- フリー・ウィリー3（クロン〈イアン・トレイシー〉）
- フリーク・ハウス（グレーブス博士〈フィル・フォンダカーロ〉）
- ポセイドン・アドベンチャー ※テレビ朝日版
- ホット・ショット（レッド）※ソフト版
- マジック（タクシー運転手）
- リーサル・ウェポン2/炎の約束（トム・ワイラー〈ジュニー・スミス〉）※テレビ朝日版
- ロサンゼルス（カッター〈ローレンス・フィッシュバーン〉）※日本テレビ版
- 虫が演じるシェイクスピア「ロミオとジュリエット」（ロレンス神父）
- メン・オブ・ウォー
- U・ボート ※フジテレビ版
- 48時間（ヴァンザント）※日本テレビ旧録版
- ラッシー（アラン・フォガティ）

#### ドラマ
- アボンリーへの道（ウェイター）
- アメリカン・ヒーロー
- アリー my Love
- X-ファイル（メルヴィン・フロハイキー〈トム・ブレイドウッド〉）※テレビ朝日版
- 女刑事キャグニー&レイシー（マーカス・ペトリ刑事〈カール・ランブリー〉）
- キャプテンパワー（サイファ大佐）
- 恐竜家族（ジョン・トーマス3世）
- ザ・ホワイトハウス シーズン2 #8
- ジム・ヘンソンのストーリーテラー（ミラー）
- 新・アンタッチャブル（スネーク〈ロン・パールマン〉）
- 新スタートレック（ガウロン、ボラタス〈マイケル・チャンピオン〉、オラム）
- スタートレック:ディープ・スペース・ナイン（ガウロン総裁〈ロバート・オライリー〉）
- 超音速攻撃ヘリ エアーウルフ シーズン2 #3（戦闘機パイロット）#9（ハイジャック犯一味）#18（ミッキー）
- 特攻野郎Aチーム（クレイン大尉〈カール・フランクリン〉）
  - シーズン1 #6（デサピオ）、#9（ミルト、トラック運転手）
  - シーズン2 #18（ダークスン〈ケン・フォリー〉）
- バグズ〜ハイテクスパイ大作戦 #8（ウォレス）
- 犯罪捜査官ネイビーファイル #5（ホッブス〈ウェイン・デュヴァル〉）
- V.I.P.（ジャクソン・ラサール〈ディーン・ノリス〉）
- ヒルストリート・ブルース
  - シーズン2 #10（ガーソン、バレンタイン）
  - シーズン6 #2（パク〈スーン＝テック・オー〉、ルイス・ラス〈スタン・ショウ〉）
- 名探偵ポワロ ※NHK版
  - 「消えた廃坑」（刑事、無線の声）
  - 「西洋の星の盗難事件」（ホテルマン）
- ラブ・ボート（ハワード・ウィルソン〈ハーヴェイ・ジェイソン〉）
- ヤングライダーズ（トマス〈バーニー・スタークス〉）#37

#### アニメ
- ウォーターシップダウンのうさぎたち（男1）
- ザ・バットマン（グランジ市長）
- スパイラルゾーン（オーバーロード）
- バットマン
- ビアンカの大冒険（デッドアイ）※ビデオ版
- ピラミッド名作アニメシリーズ バッグス・バニー ※大陸書房版

#### 人形劇
- きかんしゃトーマス（デューク）※フジテレビ版
- フラグルロック

### 特撮
- 電光超人グリッドマン（1994年、魔王カーンデジファーの声）
- ウルトラシリーズ
  - ウルトラマンティガ（1996年、炎魔戦士キリエロイドの声、複合怪獣リガトロンの声、誘拐宇宙人レイビーク星人〈ボス〉の声、極悪ハンター宇宙人ムザン星人の声、炎魔戦士キリエロイドIIの声、異形進化怪獣メタモルガの声）
  - ウルトラマンダイナ（1997年、ゾンビ怪人シルバック星人の声、大魔獣ビシュメルの声）
  - ウルトラセブン 地球より永遠に（1998年、分身宇宙人ガッツ星人の声）
  - ウルトラセブン ダーク・サイド（2002年、放浪宇宙人ペガッサ星人の声）
  - プレイムービーシリーズDXウルトラコクピット専用DVD「ウルトラマンメビウス外伝 超銀河大戦」（2007年、暗黒四天王先代邪将・高次元捕食王アークボガールの声）
  - ウルトラギャラクシー大怪獣バトル NEVER ENDING ODYSSEY（2009年、究極生命体レイブラッド星人の声）
  - ウルトラマンゼロ 激突!テクターギアブラック!!（2010年、岩力破壊参謀ジオルゴンの声）
- ビーファイターカブト（1996年、土竜獣モゲラードの声）
- 仮面ライダーアギト（2001年、ハイドロゾアロード / ヒドロゾア・イグニオの声、リザードロード / ステリオ・デクステラの声、リザードロード / ステリオ・シニストラの声）
- スーパー戦隊シリーズ
  - 未来戦隊タイムレンジャー（2000年、用心棒ハイドリッドの声）
  - 爆竜戦隊アバレンジャー（2003年、デズモゾーリャの声）
  - 特捜戦隊デカレンジャー（2004年、タイラー星人ダーデンの声）
  - 轟轟戦隊ボウケンジャー（2006年、ジョウガミの声）
  - 獣拳戦隊ゲキレンジャー（2007年、ギュウヤの声）
  - 炎神戦隊ゴーオンジャー（2008年、ハッパバンキの声）
  - 手裏剣戦隊ニンニンジャー（2015年、妖怪テングの声）
  - 爆上戦隊ブンブンジャー（2024年、ウエディングドレスグルマーの声）

### CD
- キン肉マン 超人大全集
  - サンドモンスター（〜サンシャイン〜のテーマ）（サンシャイン）
  - 悪魔の猛牛（〜バッファローマン〜のテーマ）（バッファローマン）
  - 鉄人カメハメ（プリンス・カメハメ）
- ゲゲゲの鬼太郎 テーマ曲集「燃えろ！鬼太郎」
  - 闇夜に気をつけろ

### ボイスオーバー
- NHKスペシャル（NHK総合）
  - 「アジア巨大遺跡」（2015年）
  - 「決断なき原爆投下〜米大統領 71年目の真実〜」（2016年、レズリー・グローヴス准将）
  - 映像の世紀
    - 第6集「独立の旗の下に」（ジョージ5世、ジョン・フォスター・ダレス）
    - 第10集「民族の悲劇はてしなく」（ダヴィド・ベン＝グリオン、シアヌーク回想録）
    - 第11集「JAPAN」（ダグラス・マッカーサー）
- 英雄たちの選択「幕末秘録・琉球黒船事件 調所広郷 命をかけた秘策」（2018年、NHK BSプレミアム） - 調所広郷の声
- オモクリ監督 〜O-Creator's TV show〜（フジテレビ）
- 月〜金お昼のソングショー ひるソン!（テレビ東京）
- THE世界遺産（TBS）
- THEぶっちぎりTV（TBS）
- 日立 世界・ふしぎ発見!（TBS）
- 世界の果てまでイッテQ!（日本テレビ）
- BS世界のドキュメンタリー（NHK BS1）
- ハイビジョン特集（NHK BS2）
- ためしてガッテン（NHK総合）
- 電脳おやじ（テレビ東京）
- 土チャレ・芸人たちとチャイルド11（2017年、フジテレビ）
- 日本人だけが知らない!ワールド謎ベンチャー（TBS）
- 漫道コバヤシ 地上波特別版（フジテレビ）
- ダーウィンが来た! 〜生きもの新伝説〜
- 博多華丸のもらい酒みなと旅（テレビ東京）
- 美の巨人たち（テレビ東京）

### ナレーション
- ビートたけしのTVタックル（テレビ朝日）
- 木曜の怪談 第6回（1995年、フジテレビ）
- 小市民ケーン（1999年、フジテレビ）
- ラヴィット!（2021年 - 、TBS） - 金曜日担当（不定期）

### テレビドラマ
- 聖龍伝説（1996年、日本テレビ） - 幻龍四天王・安珍の声
- 土曜グランド劇場 透明人間（1996年、日本テレビ）
- USO!?ジャパン 真夜中のラジオ（2001年 - 2003年、TBS） - ラジオの声
- 金曜時代劇 茂七の事件簿 ふしぎ草紙 最終話「堪忍箱」（2002年、NHK総合）
- 怪奇大家族 第10怪「恐怖! 清四呪いのカウントダウン」（2004年、テレビ東京）
- 大使閣下の料理人（2015年1月3日、フジテレビ） - 声の出演

### 舞台
- 青山二丁目劇場Voice Fair2007 朗読劇「天切り松 闇がたり」

### バラエティ
- 月〜金お昼のソングショー ひるソン!（ロマンスグレーひろし）
- 大胆MAP 顔を見てみたいアニメキャラクター30人全部見せちゃうよ! 春の撮れたて新作SP（バッファローマン役として紹介）
- ダウンタウンのガキの使いやあらへんで!!（ナレーション、菅賢治の声、スタッフの声）

### CM
- 家庭教師のトライ「教えて!トライさん」（アルムおんじ）[85][86]
- 鮫!鮫!鮫!
- 新世紀エヴァンゲリオン（CMナレーション、1996年）
- スプリガン mark2（CMナレーション、1992年）
- マリオのスーパーピクロス
- モンスターストライク（サンタの声）
- 亀田製菓「時左衛門プレゼント」（CMナレーション、出演・斎藤晴彦、1985年）
- キリンビバレッジ アミノサプリ・「麒麟戦隊アミノンジャー」（CMナレーション、2003年2、3月）
- 理想科学工業株式会社 プリントゴッコ jet V-10「年賀状仮面 スキャナマン」（CMナレーション、出演・及川光博、2004年）
- 東京モード学園
- 三井企画・ミスターパチンコ（CMナレーション、1996年 - ）
- ミドリ安全（カメの声）
- 日清・カップヌードルナイス（CMナレーション、2017年）
- AIG損害保険（CMナレーション、2017年）

### パチンコ・パチスロ
- パチスロキン肉マン（バッファローマン、サンシャイン）
- パチスロキン肉マン 〜キン肉星王位争奪編〜（バッファローマン、マンモスマン、キン肉マンマリポーサ、ザ・マンリキ）
- パチスロキン肉マン 〜夢の超人タッグ編〜（バッファローマン、サンシャイン）
- スマスロキン肉マン 〜7人の悪魔超人編〜（バッファローマン、サンシャイン）

### その他コンテンツ
- 機動戦士ガンダム0079カードビルダー（マッシュ、ボブ）
- CRぱちんこ仮面ライダー ショッカー全滅大作戦（地獄大使、ガラガランダ）
- 角川版アニメ世界名作劇場「みつばちマーヤの冒険」

### シリーズ一覧
1. ↑  「ペンギン村英雄伝説」（1982年）
2. ↑  『北斗の拳』（1984年 - 1986年）、『北斗の拳2』（1987年 - 1988年）
3. ↑  『グリム名作劇場』（1987年）、『新グリム名作劇場』（1988年）
4. ↑  第1作（1987年）、第4作『'91』（1991年）
5. ↑  第1期（1990年）、第2期（1995年 - 2019年）
6. ↑  第1期（1995年）、第2期『NEXT』（1996年）
7. ↑  第1期（2005年）、第2期『エクセリオン』（2005年）
8. ↑  第1期（2008年）、第2期『CAPU2』（2008年）
9. ↑  第1期（2009年）、第2期（2015年）
10. ↑  第1期（2010年）、第3期『〜時を駆ける少年ハンターたち〜』（2012年）
11. ↑  第一幕（2021年）、第二幕（2024年）
12. ↑  第1期『シルヴァラント編』（2007年）、第3期『世界統合編』（2012年）
13. ↑  『GGENERATION』（1998年）、『PORTABLE』（2006年）、『SPIRITS』（2007年）、『WORLD』『3D』（2011年）、『OVER WORLD』（2012年）、『GENESIS』（2016年）、『ETERNAL』（2025年）
14. ↑  『真・三國無双4』（2005年）、『Empires』（2006年）
15. ↑  『ヒーローズ』（2010年 - 2014年）、『アルティメットミッション』（2013年）、『アルティメットミッション2』（2014年）、『スーパードラゴンボールヒーローズ』（2016年 - 2019年）、『アルティメットミッションX』（2017年）、『ワールドミッション』（2019年）、『ダイバーズ』（2024年）
16. ↑  『無双OROCHI 2』（2011年）、『Special』（2012年）、『Hyper』（2012年）、『Ultimate』（2013年）
17. ↑  『真・三國無双7』（2013年）、『猛将伝』（2013年）、『Empires』（2014年）